# Кубок Бурунді з футболу
Кубок Бурунді з футболу фр. Coupe du Burundi de football — футбольне змагання, яке щорічно з 1982 року проводить федерацією футболу Бурунді серед футбольних клубів Бурунді.

## Формат
У турнірі мають право взяти участь усі клуби країни, які грають між собою у форматі плей-оф на вибування.
Команда-переможець турніру отримує право зіграти наступного сезону в Кубку конфедерації КАФ.

## Переможці та фіналісти
| Сезон   | Переможець                            | Результат      | Фіналіст           |
| ------- | ------------------------------------- | -------------- | ------------------ |
| 1982    | «Вітал'О»                             |                |                    |
| 1983    | «Інтер» (Бужумбура)                   |                |                    |
| 1984    | «Інтер» (Бужумбура)                   |                |                    |
| 1985    | «Вітал'О»                             |                |                    |
| 1986    | «Вітал'О»                             |                |                    |
| 1987    | «Музінга»                             |                |                    |
| 1988    | «Вітал'О»                             |                |                    |
| 1989    | «Вітал'О»                             |                |                    |
| 1990    | «АС Інтер Стар» («Інтер» (Бужумбура)) |                |                    |
| 1991    | «Вітал'О»                             |                |                    |
| 1992    | «Принс Луї»                           |                |                    |
| 1993    | «Вітал'О»                             |                |                    |
| 1994    | «Вітал'О»                             |                |                    |
| 1995    | «Вітал'О»                             |                |                    |
| 1996    | «Вітал'О»                             |                |                    |
| 1997    | «Вітал'О»                             |                |                    |
| 1998    | «Еліт»                                |                |                    |
| 1999    | «Вітал'О»                             |                |                    |
| 2000    | «Атлетіко Олімпік»                    |                |                    |
| 2001-10 | Невідомо                              | Невідомо       | Невідомо           |
| 2011    | «ЛЛБ Академік»                        | 0-0 (6-5 пен.) | «Атлетіко Олімпік» |
| 2012    | «ЛЛБ Академік»                        | 1-0            | «Вітал'О»          |
| 2013    | «Академі Тчіте»                       | 0-0 (x пен.)   | «ЛЛБ Академік»     |
| 2014    | «ЛЛБ Академік»                        | 0-0 (4-2 пен.) | «Ле Мессаж»        |
| 2015    | «Вітал'О»                             | 2-2 (4-3 пен.) | «Атлетіко Олімпік» |
| 2016    | «Ле Мессаж»                           | 1-1 (4-3 пен.) | «Вітал'О»          |
| 2017    | «Олімпік Стар»                        | 2-1            | «Ле Мессаж»        |
| 2018    | «Вітал'О»                             | 3-1            | «Дельта Стар»      |
| 2019    | «Оглі-Нуар Макамба»                   | 3-1            | «Рюкінзу»          |
| 2020    | «Мусонгаті»                           | 5-4            | «Рюкінзу»          |

## Перемоги по клубах
| Клуб                | Переможець | Роки перемог                                                                       |
| ------------------- | ---------- | ---------------------------------------------------------------------------------- |
| «Вітал'О»           | 14         | 1982, 1985, 1986, 1988, 1989, 1991, 1993, 1994, 1995, 1996, 1997, 1999, 2015, 2018 |
| «ЛЛБ Академік»      | 3          | 2011, 2012, 2014                                                                   |
| «Інтер»             | 2          | 1983, 1984                                                                         |
| «Музінга»           | 1          | 1987                                                                               |
| «АС Інтер Стар»     | 1          | 1990                                                                               |
| «Принс Луї»         | 1          | 1992                                                                               |
| «Еліт»              | 1          | 1998                                                                               |
| «Атлетіко Олімпік»  | 1          | 2000                                                                               |
| «Академі Тчіте»     | 1          | 2013                                                                               |
| «Ле Мессаж»         | 1          | 2016                                                                               |
| «Олімпік Стар»      | 1          | 2017                                                                               |
| «Оглі Нуар Макамба» | 1          | 2019                                                                               |
| «Мусонгаті»         | 1          | 2020                                                                               |